# Silbermöwe-Klasse
Die sechs Boote der Silbermöwe-Klasse (149) wurden ab 1952 von der Lürssen-Werft nach Plänen der deutschen S-38-Schnellboote des Zweiten Weltkriegs für den deutschen Seegrenzschutz gebaut. Sie wurden jedoch von der alliierten Kontrollkommission beschlagnahmt und zwei der Boote zunächst dem unter britischem Kommando operierenden British Baltic Fishery Protection Service (BBFPS) übergeben. Nach der Gründung der Bundeswehr gingen alle sechs Boote in den Bestand der neuen Bundesmarine über und dienten als Schulungs- und Erprobungsboote.

## Konstruktion
Die Boote stellten leichte Abwandlungen des letzten Schnellboottyps der Kriegsmarine dar. Wie diese handelte es sich um Verdrängerboote, die in Kompositbauweise mit dreilagig diagonal verleimten Holzrümpfen auf Leichtmetallspanten gefertigt waren. Die Aufbauten bestanden ebenfalls aus einer Aluminiumlegierung.
Angetrieben wurden die Boote von drei Mercedes-Benz-Dieselmotoren MB 518 mit je 2500 PS, die auf drei Wellen mit festen Propellern wirkten. Die Boote erreichten eine Geschwindigkeit von 43 kn und hatten bei 34 kn eine Reichweite von knapp 900 sm.

Außerdem verfügten sie über zwei Hilfsdieselmotoren zur Stromerzeugung.
Aufgrund ihrer vorgesehenen Verwendung im Polizeidienst war für die Boote ursprünglich keine schwere Bewaffnung vorgesehen, darum fehlten ihnen die typischen in die Back eingebauten Torpedorohre der deutschen Kriegsschnellboote. Bei der Bundeswehr wurden die Boote zunächst nur mit zwei 20-mm-Zwillingsgeschützen von Hispano-Suiza bewaffnet, je eines auf dem Decksaufbau und im Heck.
1957 wurde dann statt des Heckgeschützes eine 40-mm-Bofors-Flak montiert, gleichzeitig wurden sie mit zwei einzelnen Torpedorohren britischer Herkunft seitlich des Brückenaufbaus ausgerüstet, für die auch je ein Torpedo in Reserve mitgeführt werden konnte. Die Rohre waren beweglich gelagert und wurden zum Schuss um 15° ausgeschwenkt.
Der Raum für die Ausstattung mit Elektronik war sehr beschränkt. Es wurde eine Radaranlage installiert, doch fehlten ein elektrischer Kompass und ein Plotttisch.

## Geschichte
Anfang der 1950er Jahre wurde der Grenzschutz der Bundesrepublik aufgebaut. Für diesen wurden bei der Lürssen-Werft drei Boote zur Überwachung der Seegrenzen in Auftrag gegeben. Zu dieser Zeit stand Deutschland noch unter Besatzungsrecht und durfte keine militärischen Einheiten unterhalten. Als die Boote vor ihrer Fertigstellung standen, wurden sie von der alliierten Kontrollkommission wegen ihrer sehr hohen Geschwindigkeit als verbotene Kriegswaffen eingestuft und beschlagnahmt, obwohl für sie keine Bewaffnung vorgesehen war.
Die Boote wurden im Auftrag des britischen BBFPS fertiggestellt und erhielten die Namen Storm Gull, Silver Gull und Wild Swan. 1954 bis 1955 wurden Silver Gull und Storm Gull im Verband Klose eingesetzt. Hier waren sie vor allem mit Aufklärungsaufträgen in der Ostsee beschäftigt.
Anmerkung zur Benennung: Die Boote erhielten bei der Bundesmarine später die Übersetzungen der englischen Namen und die weiteren Boote wurden mit passenden Namen versehen. Dabei war zwar die Storm Gull („Sturmmöwe“) das erste vom Stapel gelassene Boot der Klasse, doch stellten die Briten die Silver Gull („Silbermöwe“) zuerst in Dienst, darum wurde die Klasse später nach ihr benannt.

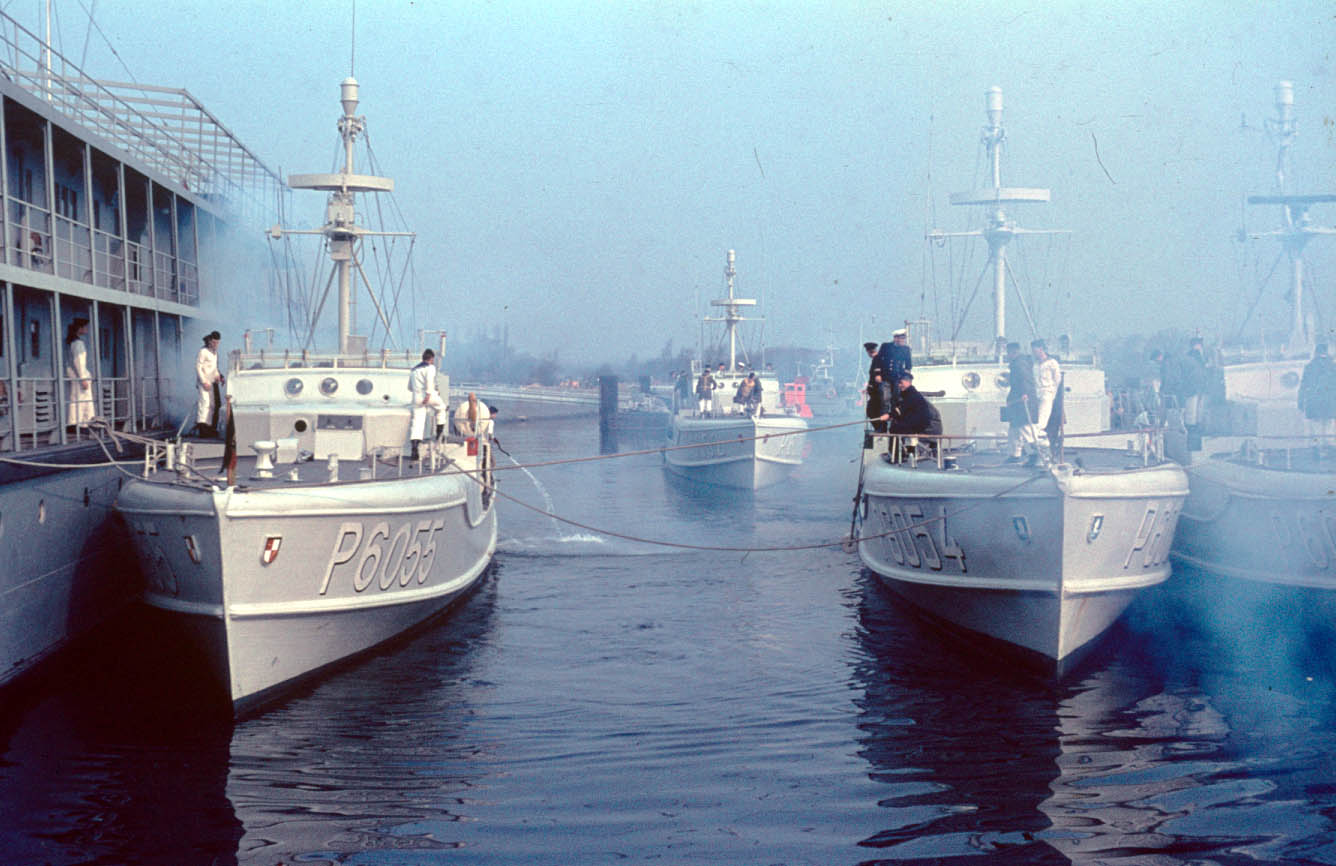
1. Schnellbootgeschwader

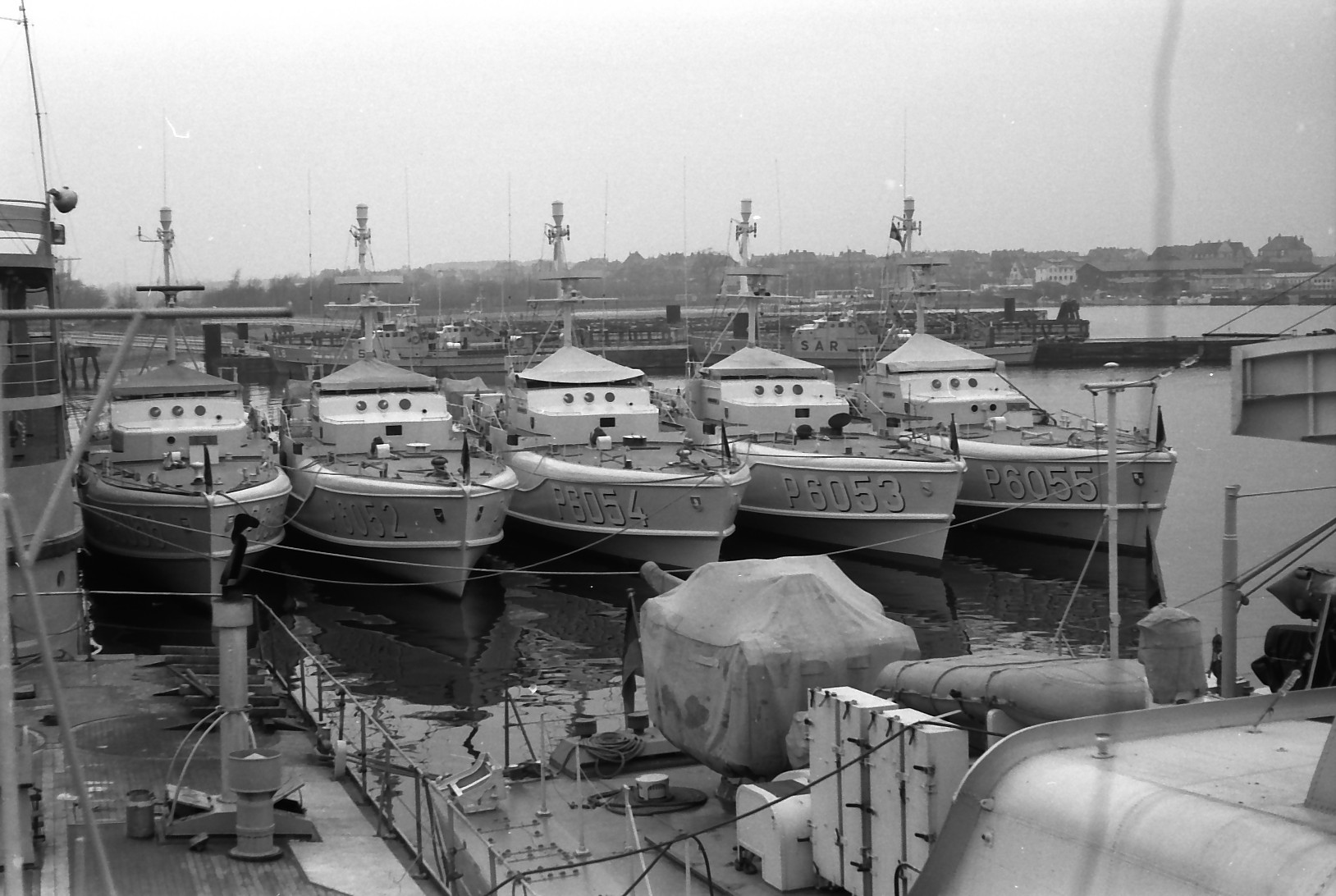
Alle Boote im Päckchen, im Vordergrund Pfeil

Mit dem Beitritt der Bundesrepublik zur NATO 1955 genehmigte das Militärische Sicherheitsamt den Bau von drei weiteren Booten der Klasse. Zwei der Boote wurden zunächst dem Seegrenzschutz übergeben. Das letzte Boot der Serie Seeschwalbe wurde erst 1956 fertiggestellt.
Mit der Gründung der Bundeswehr gingen alle sechs Boote 1956 zur Bundesmarine über. Fünf von ihnen bildeten den Grundstock des Schnellbootlehrgeschwaders (später in 1. Schnellbootgeschwader umbenannt). Hier wurden sie zunächst zur Ausbildung der Besatzungen für die neuen im Zulauf befindlichen Boote der Jaguar-Klasse verwendet. Mitte 1957 wurden sie mit Torpedorohren ausgestattet und der achtere 20-mm-Zwilling durch ein 40-mm-Geschütz ersetzt.
Die Boote des 1. S-Geschwaders wurden mit der Auflösung des Geschwaders 1967 an Griechenland verkauft, wo die Boote noch bis 1974 im Dienst waren.
Seeschwalbe wurde mit Maybachmotoren und Verstellpropellern ausgestattet und war aufgrund ihres Erprobungsauftrages und anhaltender technischer Probleme nicht in den Geschwaderdienst integriert. Später wechselte sie als UW 9 zur Marineunterwasserwaffenschule und diente schließlich als Erprobungsboot Wilhelm Laudahn mit ziviler Besatzung noch bis Mitte der 1970er Jahre bei der Erprobungsstelle 73 in Eckernförde.

## Die Boote

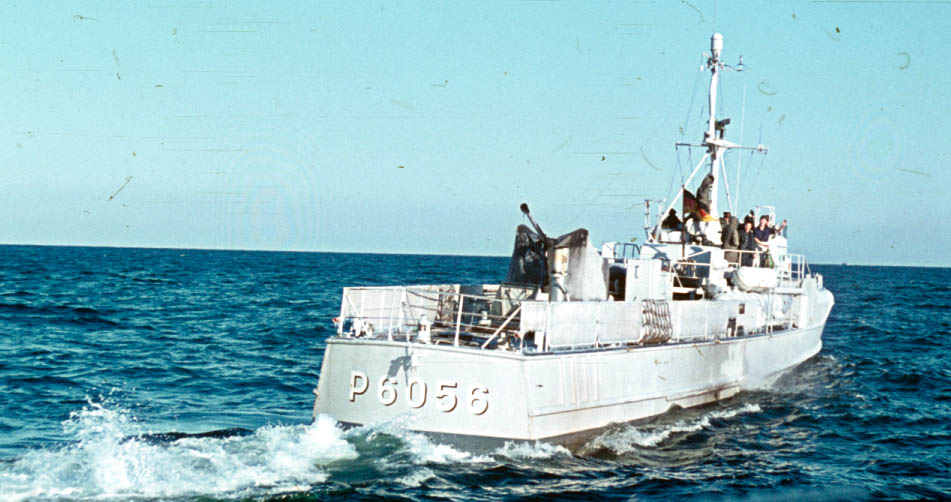
P6056 Raubmöwe

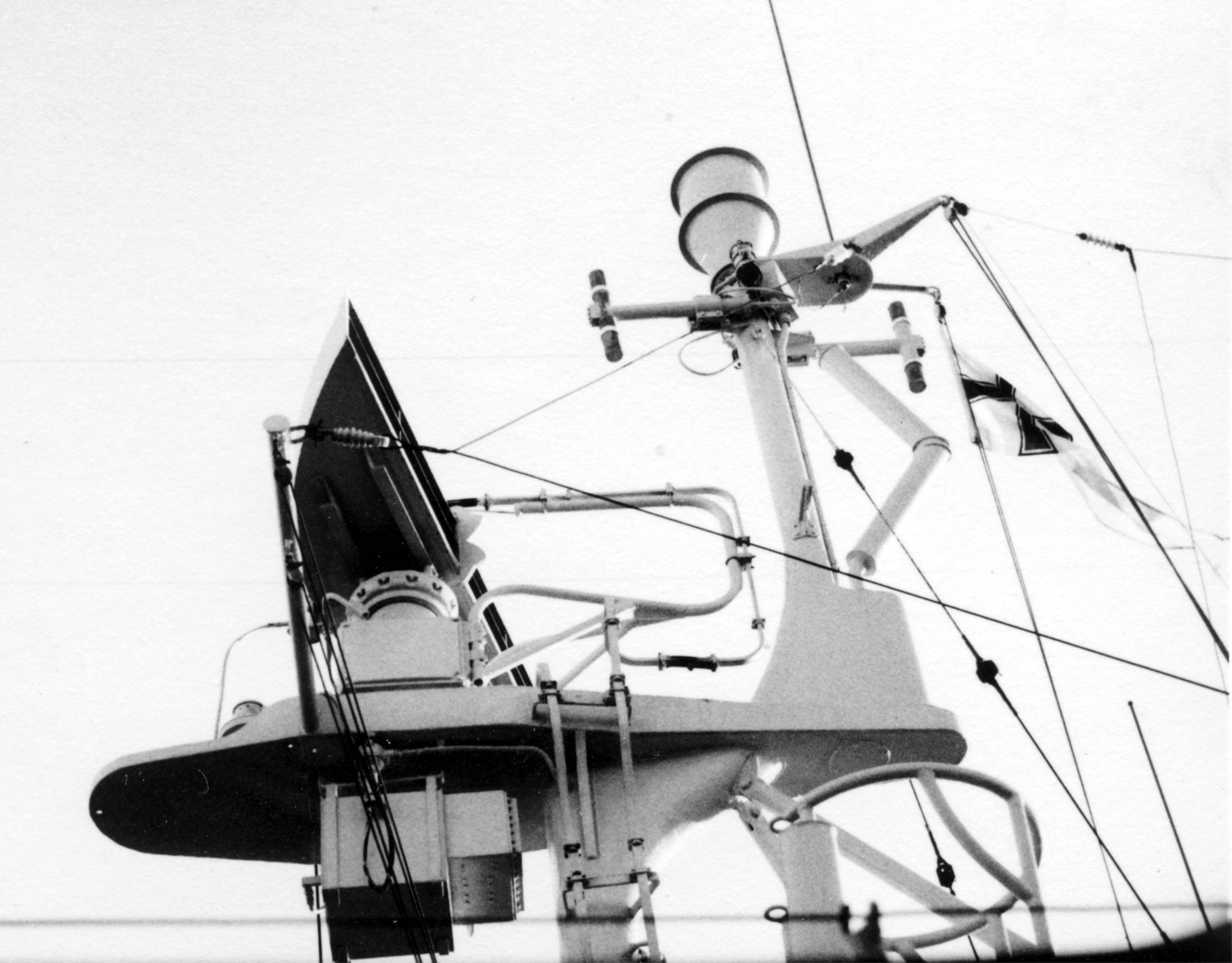
Radar- und Funkantennen der Silbermöwe-Klasse

| NATO Kennung | Name        | Indienststellung | Außerdienststellung | Verbleib                                                                                   |
| ------------ | ----------- | ---------------- | ------------------- | ------------------------------------------------------------------------------------------ |
| P6052        | Silbermöwe  | 29. Mai 1956     | 15. März 1967       | bis 1974 Griechenland („Drakon“)                                                           |
| P6053        | Sturmmöwe   | 29. Mai 1956     | 15. März 1967       | bis 1974 Griechenland („Delphin“)                                                          |
| P6054        | Wildschwan  | 29. Mai 1956     | 15. März 1967       | bis 1974 Griechenland („Polydeykes“)                                                       |
| P6055        | Eismöwe     | 1. Juli 1956     | 15. März 1967       | bis 1974 Griechenland („Phoenix“)                                                          |
| P6056        | Raubmöwe    | 1. Juli 1956     | 15. März 1967       | bis 1974 Griechenland („Polikos“)                                                          |
| P6057        | Seeschwalbe | 16. April 1957   | 31. Januar 1964     | bis Mitte der 1970er erst als UW 9, später „Wilhelm Laudahn“, Erprobungsstelle Eckernförde |